# Балайский сельсовет
Балайский сельсовет — сельское поселение в Уярском районе Красноярского края.
Административный центр — посёлок Балай.

## История
Статус и границы сельского поселения установлены Законом Красноярского края от 18 февраля 2005 года № 13-3040 «Об установлении границ и наделении соответствующим статусом муниципального образования Уярский район и находящихся в его границах иных муниципальных образований».

## Население
| 2010 | 2012  | 2013  | 2014  | 2015  | 2016  | 2017  |
| ---- | ----- | ----- | ----- | ----- | ----- | ----- |
| 1335 | ↘1303 | ↘1298 | ↗1300 | ↗1305 | ↗1320 | ↘1306 |

## Состав сельского поселения
В состав сельского поселения входят 3 населённых пункта:
| № | Населённый пункт | Тип населённого пункта          | Население |
| - | ---------------- | ------------------------------- | --------- |
| 1 | Балай            | посёлок, административный центр | 1324      |
| 2 | Речка            | посёлок                         | 11        |
| 3 | Хвойный          | посёлок                         | 0         |

В 2021 году был упразднён посёлок Дальний.

## Местное самоуправление
Балайский сельский Совет депутатов
Дата избрания: 14.03.2010. Срок полномочий: 5 лет. Количество депутатов:  10
Глава муниципального образования
- Анганзорова Людмила Альфоновна. Дата избрания: 14.03.2010. Срок полномочий: 5 лет